# 南天門山
南天門山位於緬甸果敢與中國鎮康縣交界，高2199公尺:48，與南側的盆地落差1000公尺，山勢呈東北─西南向，由中緬國境向果敢境內延伸。